# Cray-1
Cray-1 је суперрачунар дизајниран од стране тима у којем је био и Симор Креј у компанији Cray Research. Први Cray-1 је инсталиран у Los Alamos National Laboratory, 1976. године. Најпознатији и најуспешнији суперрачунар у историји, Cray-1 на 80 MHz понуђен је 1975. године на продају. Био је толико популаран да се између компанија водио прави рат за њега. На крају га је купио Los Alamos National Laboratory за 8,86 милиона долара. Компанија Cray Research је очекивала велику продају овог рачунара, али продато их је свега нешто више од 80-так по цени од 5-8 милиона долара. Рачунар је осигурао велику популарност компанији, све до 90-тих када потражња за таквим рачунарима драстично пада.